# Puccinia jurineae
Puccinia jurineae är en svampart som beskrevs av Cooke 1880. Puccinia jurineae ingår i släktet Puccinia och familjen Pucciniaceae.   Inga underarter finns listade i Catalogue of Life.